# Levi Strauss & Co.
Levi Strauss & Co. (/ˈliːvaɪ ˈstraʊs/ LEE-vy STROWSS) là một công ty trang phục của Mỹ được biết đến trên toàn thế giới với thương hiệu quần jean denim Levi's (/ˈliːvaɪz/ LEE-vyze). Nó được thành lập vào tháng 5 năm 1853 khi Levi Strauss, một người Đức gốc Do Thái chuyển từ Buttenheim, Bavaria, tới San Francisco, California, để mở chi nhánh Bờ Tây của công ty kinh doanh hàng khô ở New York của anh trai mình. Mặc dù công ty được đăng ký tại Delaware, trụ sở chính của công ty được đặt tại Levi's Plaza ở San Francisco.

## Lịch sử